# Rann
Rann es un planeta ficticio situado en el sistema estelar de Polaris (anteriormente en el sistema de Alfa Centauro) del Universo DC. Rann es mayormente conocido por ser el planeta adoptivo del explorador y héroe terrícola Adam Strange y su sistema de teleportación Rayo Zeta. El planeta Rann, junto a su famoso hijo adoptivo, apareció por primera vez en Showcase N.º 17 (noviembre-diciembre de 1958).

## Nativos de Rann
Los nativos de Rann, conocidos como rannianos, son a todos los efectos iguales a los humanos de la Tierra. Sin embargo, años de retraimiento social y apatía ocasionados por la dependencia a su tecnología avanzada les ha llevado a convertirse en una sociedad que se ha estancado. Aunque han conseguido prolongar su vida, los rannianos descubrieron que su código genético se había deteriorado convirtiéndolos en una cultura estéril. Durante toda una década no nació ningún niño, hasta que Adam Strange tuvo una hija con Alanna, hija de Sardath, el inventor del Rayo Zeta. Su hija, Aleea, vive en el planeta junto a su madre.
Junto a los rannianos, un tornado viviente también habita Rann. Su primera aparición fue en Mystery in Space N.º 61 como una entidad maligna llamada "Ulthoon, el tornado tirano de Rann". Fue derrotado tras luchar contra Adam Strange mientras este se encontraba en el planeta. Luego de su derrota, contempló la naturaleza del bien y del mal y decidió que el bien era superior. A continuación se dividió en dos entidades: la primera, un ser benigno que se llama a sí mismo Tornado Campeón ("Tornado Champion"); el segundo, un ser malicioso que se llama a sí mismo Tornado Tirano (Tornado Tyrant). Ambos se encontrarían con la Sociedad de la Justicia de América y la Liga de la Justicia de América antes de fusionarse dentro de la armadura androide del segundo Tornado Rojo.
Las criaturas prehistóricas de Rann, vistas durante la Crisis en Tierras Infinitas, son seres enormes similares a los dinosaurios, aunque más exóticos que las variedades de la Tierra (por ejemplo, tienen cuatro ojos). 

### Rannianos destacados
Entre los muchos habitantes humanoides de Rann, varios se destacan por sus acciones. Sardath, jefe de científicos de Rann, es el inventor de las tecnologías tanto del Rayo Zeta como el Rayo Omega. Su hija Alanna, una mujer feroz y enérgica, es la esposa de Adam Strange y madre de la primera niña ranniana (o, más exactamente, semi-ranniana) nacida en décadas. Esa niña, Aleea, representa la esperanza de los rannianos de prosperar de nuevo en lugar de extinguirse.
Vath Sarn es un nativo de Rann que se convirtió en Linterna Verde del sector espacial donde se encuentra el planeta.

## Tecnología ranniana
El ejemplo más famoso de tecnología ranniana es el Rayo Zeta de Sardath y sus variaciones. El Rayo Zeta es un dispositivo de teletransportación que posee una capacidad a gran escala y puede transportar un objeto del tamaño de un humano a años luz de distancia. El Rayo Omega opera como un Rayo Zeta pero para objetos de tamaño planetario.
El Rayo Omega ha sido usado solamente dos veces, la primera para teleportar Rann a un universo paralelo vacío para esconderse de Starbreaker, y más adelante por devolver el planeta al Universo DC, aunque en el sistema Polaris. Desafortunademente todos los Rayos Omega fueron destruidos.
Rann también posee robots futuristas y coches voladores. Un medio de transporte distintivo de Rann es la "mochila cohete" (jetpack). Adam Strange posee una que utiliza junto a su indumentaria habitual. Blasters y otras armas de plasma también son habituales. Sardath le dio a Adam como regalo una versión mejorada de su traje que le permite realizar viajes interplantarios y que posee armamento de plasma.

## Rann y Thanagar
Cuando Rann fue transportado al sistema de Thanagar la tensión entre los dos antiguos adversarios era elevada. La situación empeoró cuando Superboy Prime desplazó Thanagar a una órbita más cercana al sol, volviendo el planeta inhabitable; aunque primero se creyó que el desvío del planeta Thanagar se debió a la aparición de Rann en el sistema.
Al principio, Rann intentó salvar a tantos thanagarianos como le fue posible con la ayuda de los Hombres Omega y L.E.G.I.O.N. Sardath ofreció refugio en Rann a los thanagarianos pero estos, creyendo que la causa de la destrucción de Thanagar fue la aparición de Rann, no aceptaron la ayuda de su viejo enemigo. Una vez que fueron evacuados tantos como fueron posibles, la propia situación en Rann se volvió tensa. Con el planeta lleno de refugiados de Thanagar y preparados para la guerra, el Culto de los Siete Demonios, adoradores de Starbreaker y Onimar Synn, aprovechó la oportunidad y empezó una guerra entre los thanagarianos y los rannianos.
- Datos: Q1410609